# Tobias Hainyeko (Wahlkreis)
Tobias Hainyeko ist ein Wahlkreis der Windhoeker Vorstadt Okuryangava in der Region Khomas in Namibia. Der Kreis hat eine Fläche von 18,5 Quadratkilometern und 67.000 Einwohner (Stand 2023). Er entstand 2003, nach Vorschlag der Delimitation Commission of Namibia, durch Trennung des Wahlkreises Hakahana in zwei Wahlkreise und wurde nach dem Freiheitskämpfer Tobias Hainyeko benannt.
Der Wahlkreis verfügt mit der Okuryangava Clinic auch über eine Klinik.

## Wahlen
| Wahl   | Name               | Partei | Stimmenanteil |
| ------ | ------------------ | ------ | ------------- |
| 1992 1 |                    |        |               |
| 1998 1 | Erasmus Hendjala   | SWAPO  | 97,3 %        |
| 2004   | Erasmus Hendjala   | SWAPO  | 93,2 %        |
| 2010   | Zulu Shitongeni    | SWAPO  | 90,5 %        |
| 2015   | Christopher Likuwa | SWAPO  | 93,8 %        |
| 2020   | Christopher Likuwa | SWAPO  | 52,8 %        |